# Socha svatého Jana Nepomuckého (Sobotka, Novoměstská ulice)
Socha svatého Jana Nepomuckého se nalézá na Novoměstské ulici v městečku Sobotka v okrese Jičín. Pozdně barokní pískovcová socha z 2. poloviny 18. století pochází pravděpodobně z dílny sochařské rodiny Jelínků z Kosmonos. Od roku 1990 je chráněna jako kulturní památka ČR.

## Popis
Socha svatého Jana Nepomuckého stojí na vysokém pilíři sestávajícím z profilované patky, hranolovitého dříku zakončeného několikrát profilovanou jednoduchou římsou. Prohnutá postava prostovlasého světce s hlavou natočenou k pravému rameni a korunovanou svatozáří, oděného do kněžského roucha a v levé ruce držícího biret, klečí na pravém koleni opřená o menší soklík umístěný na několikrát profilované římse.

## Galerie

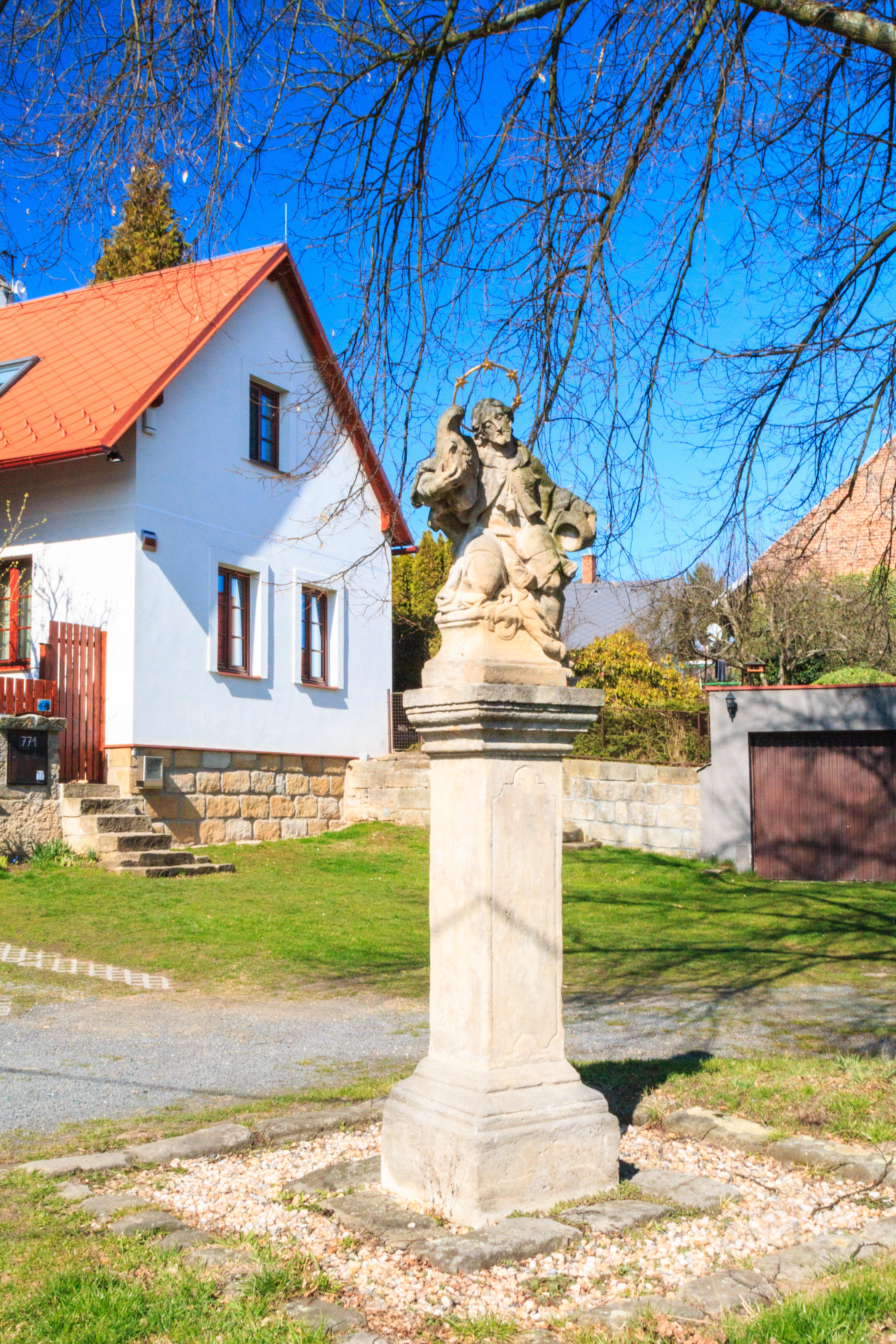
Socha svatého Jana Nepomuckého v Novoměstské ulici v Sobotce
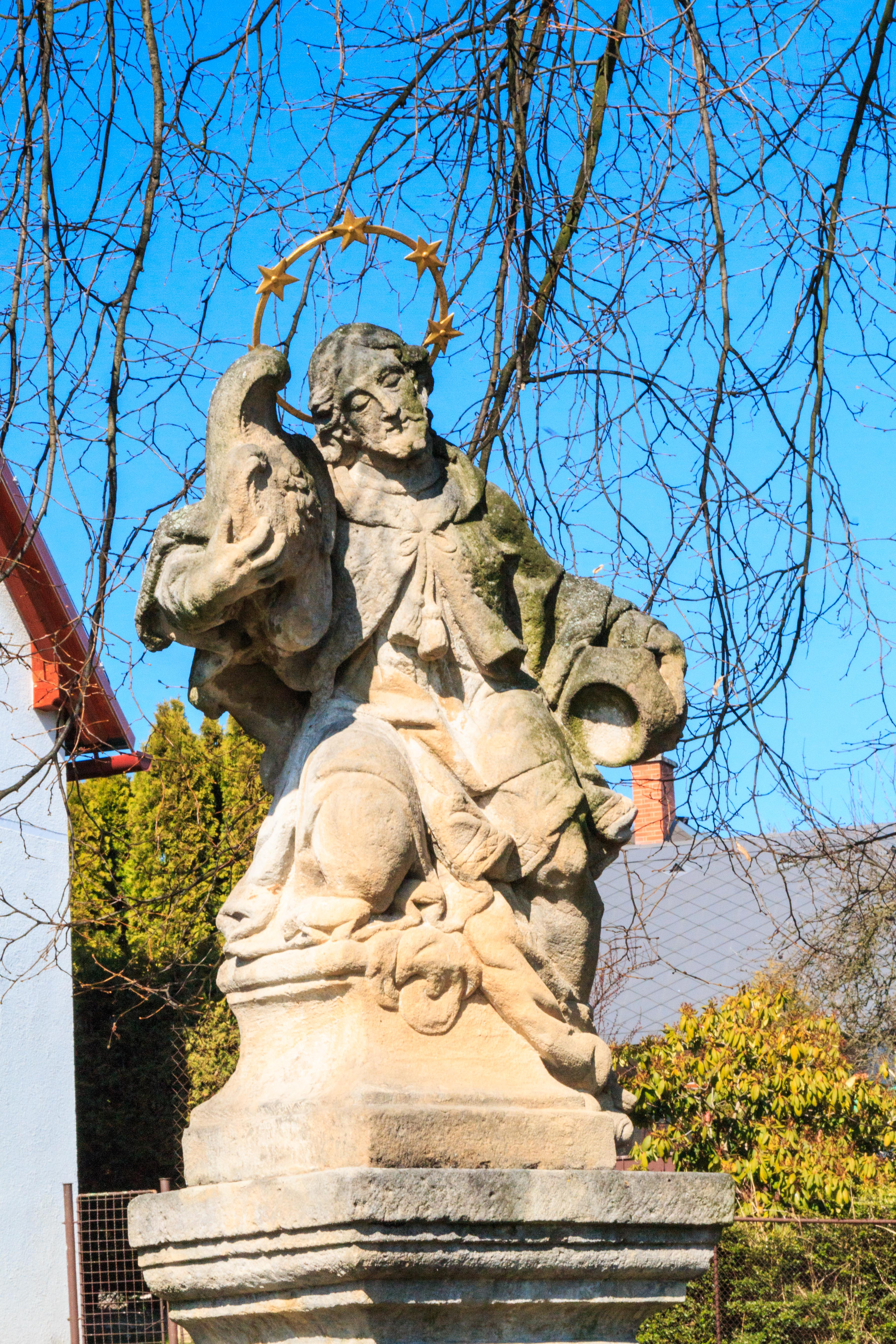
Socha svatého Jana Nepomuckého v Novoměstské ulici v Sobotce